# Formula–1 azeri nagydíj

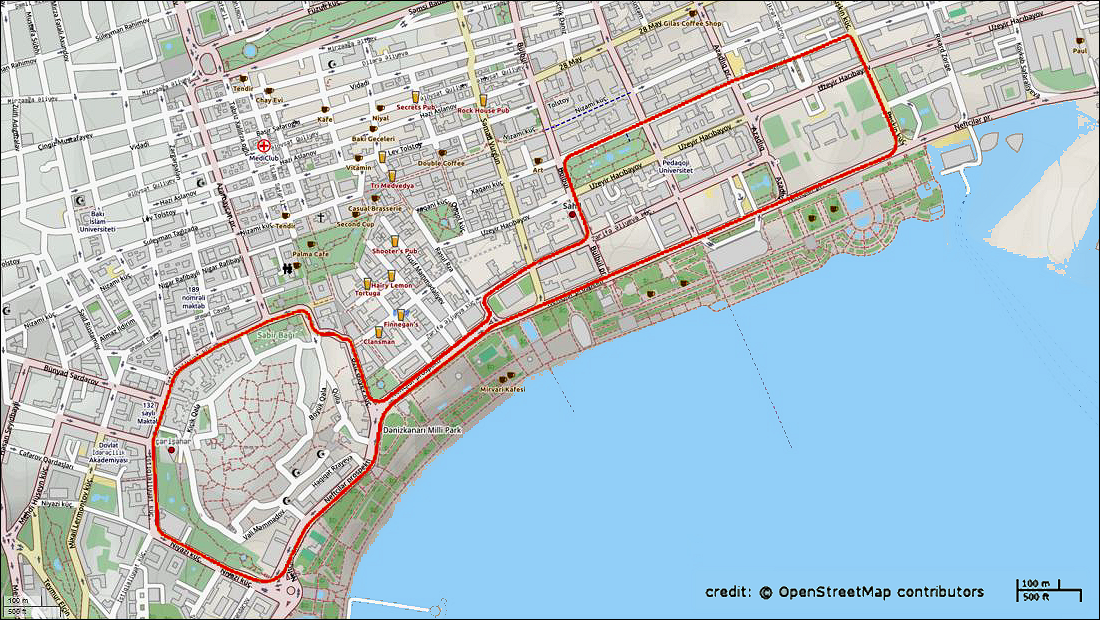
A 6.003 km-es kör madártávlatból Bakuban.

Az azeri nagydíj a Formula–1 egyik futama, amelyet ezen a néven először 2017-ben rendeztek meg a Baku City Circuit versenypályán, Azerbajdzsán fővárosában, Bakuban. Az utcai pályán egy évvel korábban is rendeztek már Formula–1-es futamot, akkor európai nagydíj néven.

## Eredmények 2017-től
| Év   | Versenyző                        | Konstruktőr                      | Pálya                            | Beszámoló                        |
| ---- | -------------------------------- | -------------------------------- | -------------------------------- | -------------------------------- |
| 2024 | Oscar Piastri                    | McLaren-Mercedes                 | Baku                             | Összefoglaló                     |
| 2023 | Sergio Pérez                     | Red Bull-Honda RBPT              | Baku                             | Összefoglaló                     |
| 2022 | Max Verstappen                   | Red Bull-RBPT                    | Baku                             | Összefoglaló                     |
| 2021 | Sergio Pérez                     | Red Bull-Honda                   | Baku                             | Összefoglaló                     |
| 2020 | Törölve a Covid19-pandémia miatt | Törölve a Covid19-pandémia miatt | Törölve a Covid19-pandémia miatt | Törölve a Covid19-pandémia miatt |
| 2019 | Valtteri Bottas                  | Mercedes                         | Baku                             | Összefoglaló                     |
| 2018 | Lewis Hamilton                   | Mercedes                         | Baku                             | Összefoglaló                     |
| 2017 | Daniel Ricciardo                 | Red Bull-TAG Heuer               | Baku                             | Összefoglaló                     |